# Margit Abenius
Margareta „Margit” Ulrika Abenius (n. 14 iulie 1899, Orsa församling⁠(d), Comitatul Dalarna, Suedia – d. 3 august 1970, Lena Parish⁠(d), Uppsala län, Suedia) a fost o cercetătoare, autoare și critic literar suedez. 

## Biografie
Abenius a fost fiica chimistului Wilhelm Abenius și sora lui Håkan Abenius. Ea a fost membră a societății De Nio.
Abenius a obținut în 1931 un doctorat în istoria literaturii la Universitatea din Uppsala cu o teză despre proza lui Johan Henric Kellgren. În calitate de critic literar, ea a fost interesată mai ales de stilul literar și s-a referit în principal la valorile psihologice și artistice ale unei poezii. A analizat mai ales acele bucăți literare care i-au plăcut în mod deosebit.
Astfel, Abenius a analizat în principal operele scriitorilor moderni, atât suedezi, cât și străini, în special anglo-saxoni, fiind pasionată de lirica autoarelor Emily Dickinson, Virginia Woolf, Cora Sandel și Karin Boye.
Cea mai cunoscută lucrarea a ei este biografia scriitoarei Karin Boye, publicată inițial în 1950 sub titlul  Drabbad av renhet - en bok om Karin Boyes liv och diktning și în următorii ani au fost publicate alte două ediții. În 1965 a urmat o nouă ediție, intitulată acum doar Karin Boye. Abenius a editat Samlade skrifter a lui Boye în 11 volume publicate în perioada 1947-1949. Împreună cu Olof Lagercrantz ea a publicat în 1942 volumul Karin Boye, minnen och studier.
Abenius a fost, din 1933, cronicar literar la Sveriges Radio și colaboratoare la revista literară Bonniers litterära magasin din același an. O selecție de eseuri a fost publicată în 1940 sub titlul Kontakter. Abenius a publicat, de asemenea, cărți despre Carl von Linné și Simone Weil și a tradus cartea Greutatea și harul a Simonei Weils.

## Legături externe
- Margit Abenius la LIBRIS